# Porsche 911 (1963)
La Porsche 911 è un'autovettura sportiva prodotta dalla casa automobilistica tedesca Porsche. 
È la prima generazione della 911 fabbricata dal 1963 al 1989.

## Storia

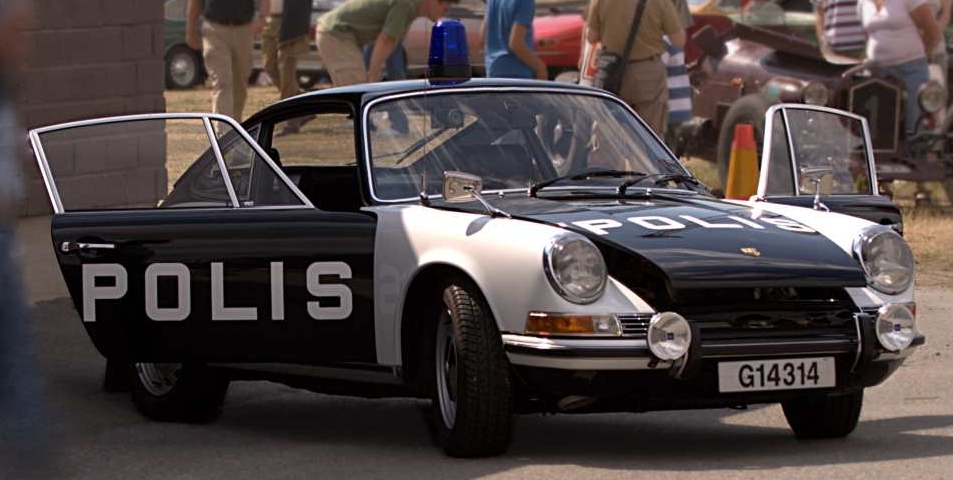
Una Porsche 911 in dotazione alla polizia svedese

La 911 era una coupé 2+2 (gli affinamenti avevano ridotto lo spazio posteriore), con motore posteriore a sbalzo, trazione posteriore, sospensioni a 4 ruote indipendenti con barre di torsione, 4 freni a disco e cambio meccanico a 5 rapporti (spesso 4 per gli USA). Il 6 cilindri boxer raffreddato ad aria e alimentato da 2 carburatori Solex triplo corpo che la muoveva aveva una cilindrata di 1991 cm³ e una potenza massima di 130 CV.

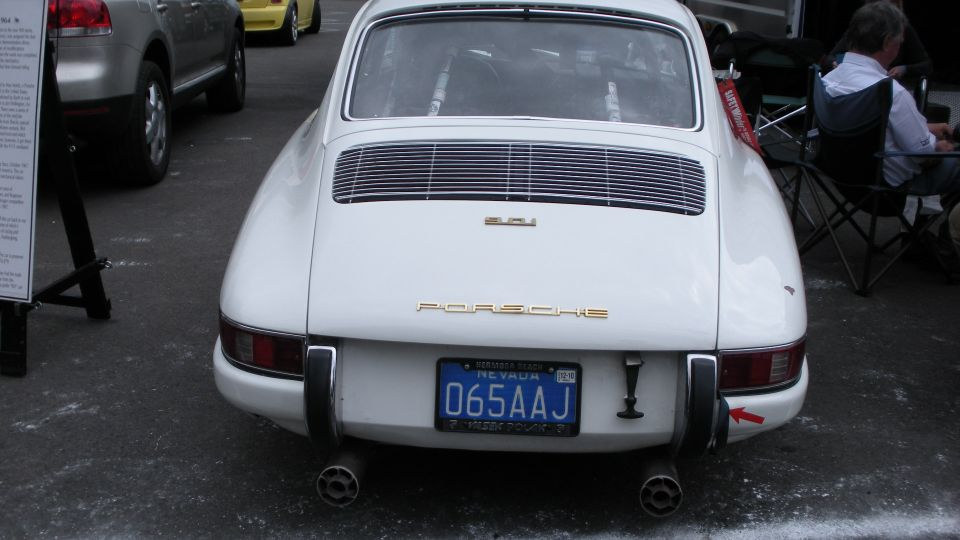
Uno degli 82 rari esemplari di "901" del 1964

Pur immediatamente ottenendo un buon successo di vendite, la "911" fu inizialmente investita da forti polemiche e contestazioni, soprattutto rivolte all'eccessivo prezzo di listino e alla problematica tenuta di strada.
La questione del prezzo, provocò un vero e proprio putiferio di rimostranze da parte della clientela Porsche, dato che il nuovo modello era proposto all'astronomica cifra di 23.900 marchi, con un aumento di oltre 7.000 rispetto alla "356". 
A seguito delle proteste, l'azienda decise di ridurre il prezzo della "911" a 22.400 DM. Inoltre propose una versione con finiture modeste e motore a 4 cilindri derivato dalla "356", al contenuto prezzo di 17.500 DM, poi divenuta "912" dall'aprile 1965.
Di soluzione non altrettanto facile furono le carenze tecniche lamentate dalla clientela che si tramutarono, nel 1966, in un dimezzamento delle vendite, passando alle 1.709 vetture consegnate, contro le 3.389 dell'anno precedente.
Venivano lamentate la scarsa ventilazione e l'eccessiva rumorosità nell'abitacolo, il comportamento nervoso della vettura e, soprattutto, l'instabilità direzionale oltre i 130 km/h e il notevole effetto sottosterzante.

### La 911 S e la carrozzeria Targa
Nel 1966 venne lanciata anche la 911 S che, grazie ad una serie di modifiche all'albero motore, profilo dei pistoni, valvole maggiorate, raggiungeva una potenza di 160 CV. Su tutti i modelli si passò a carburatori Weber. Esternamente la S si riconosceva per i cerchi in lega Fuchs.
Sempre nel 1966 le coupé (standard e S) vennero affiancate dalle versioni Targa, con tetto rigido asportabile.

### Ampliamento della gamma
A fine 1967 la gamma fu ampliata:

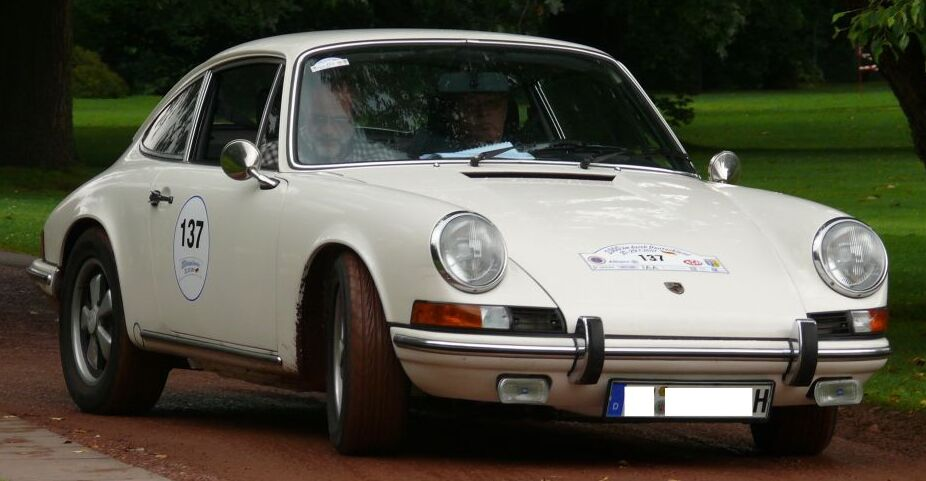
Una Porsche 911 T Coupé

- il modello base era la 911 T, con alimentazione a carburatori e motore meno prestante (110 CV);
- la 911 L manteneva il motore a carburatori da 130 CV ed aveva finiture di maggior pregio;
- la 911 S, ancora dotata di carburatori Weber, offriva 160 CV.

Tutti i modelli erano disponibili sia in versione coupé che Targa.
Nel 1968, per rendere meno "nervoso" il comportamento stradale, venne allungato il passo di 6 cm (da 221 a 227 cm):
- il modello base era ancora la 911 T, con alimentazione a carburatori e motore da 110 CV;
- i modelli 911 E (140 CV) e 911 S (170 CV) erano dotati di iniezione meccanica Bosch.

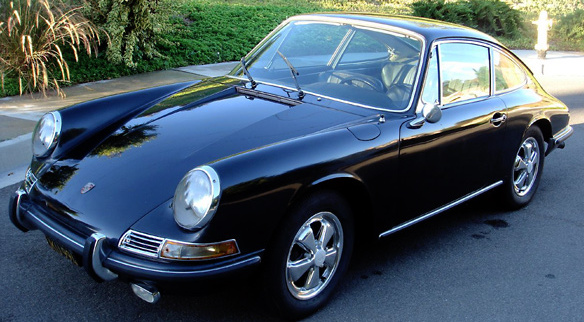
Una Porsche 911 S Coupé

Nel 1969 fu cambiata la griglia posteriore e la cilindrata del motore: da 1991 a 2195 cm³. Le potenze salirono a 125 CV per la serie T (a carburatori), a 155 CV per la serie E (a iniezione) e a 180 CV per la serie S (pure a iniezione). Una serie S come si direbbe oggi "full optional" fu acquistata dalla Solar Film (casa produttrice statunitense che faceva capo a Steve McQueen) e usata nel film Le 24 Ore di Le Mans, con lo stesso Steve McQueen protagonista, che arriva sul circuito al volante proprio della 911 S nero phantom. Recentemente quest'auto, venduta dall'attore pochi anni dopo il film, e passata varie volte di mano, è stata battuta ad un'asta statunitense di auto d'epoca.
Nel 1971 la cilindrata del boxer venne aumentata ulteriormente da 2195 cm³ a 2341 cm³ e le potenze crebbero a 130 CV (T), 165 CV (E) e 190 CV (S). La più potente 911 S ottenne anche uno spoiler anteriore per stabilizzare l'avantreno alle alte velocità. Si registrò anche l'arrivo di un nuovo cambio meccanico, con posizioni delle marce unificate:

#### La 911 Carrera RS e RSR

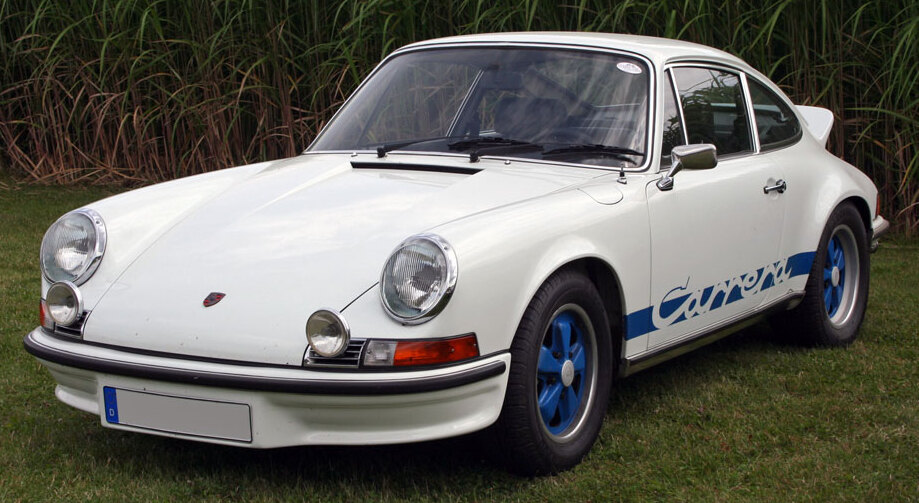
La Porsche 911 Carrera RS 2.7

Nel 1972 fu proposta la 911 Carrera RS (RennSport), mossa da una versione di 2.687 cm³ (210 CV) a iniezione meccanica del classico 6 cilindri boxer e carrozzeria alleggerita, con cofani e portiere in alluminio e lamiere non strutturali assottigliate. La Carrera RS era disponibile in una versione Touring con interno simile a quello delle 911 S e Sport, con allestimento interno semplificato per contenere ulteriormente il peso.

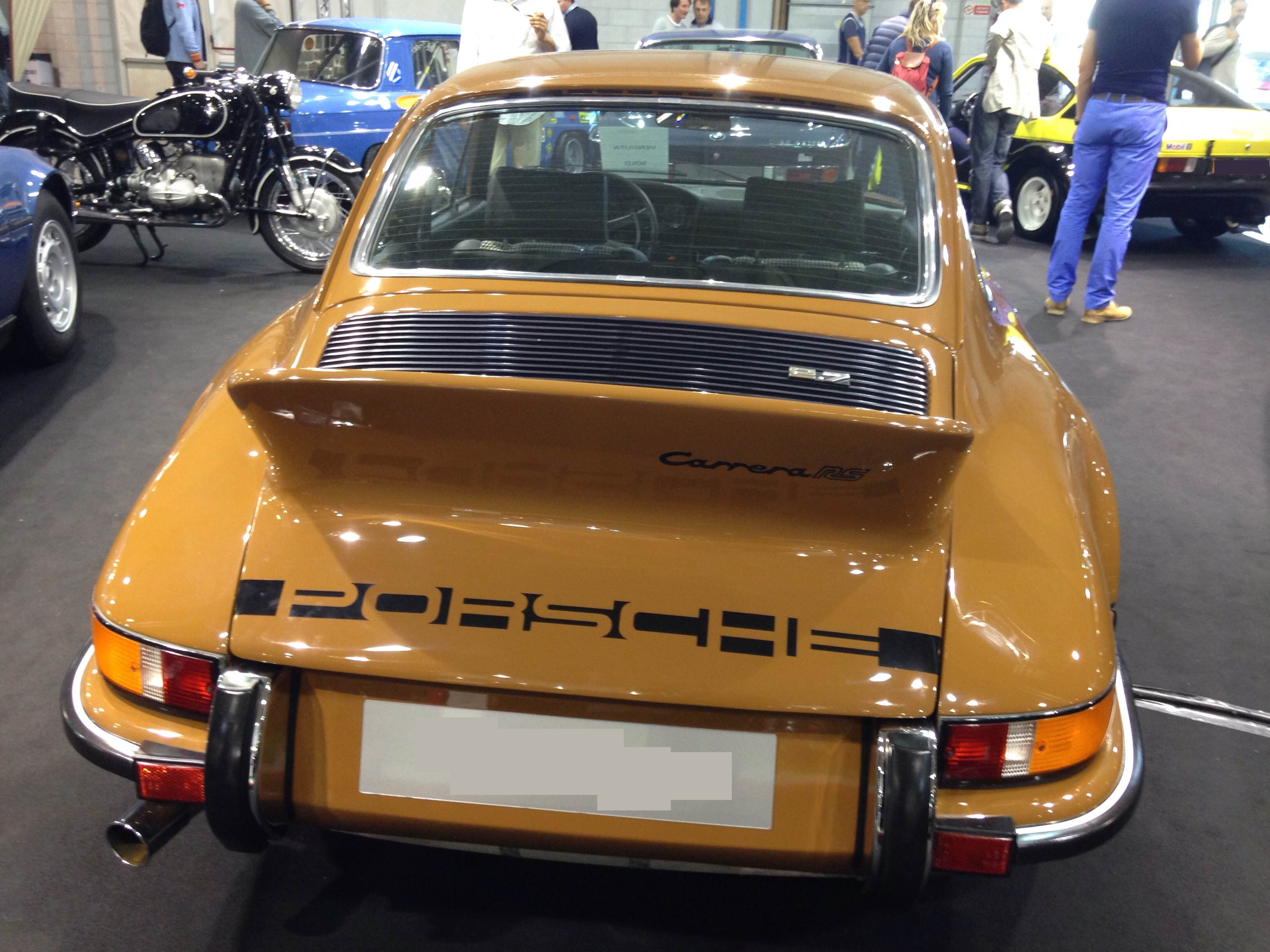
Porsche 911 Carrera RS 2.7 retro

La 911 Carrera RS 2.7 era riconoscibile per il celebre alettone posteriore "a coda d'anatra" (ducktail, vedi foto), le strip adesive sulla fiancata ed i cerchi (in lega) in tinta con le strip. Era disponibile nella sola versione coupé, le prestazioni erano notevoli, con un peso di 980 kg lo scatto 0–100 km/h in 5,9 secondi per una velocità massima di 237 km/h.
Nel 1973 ne vennero creati otto esemplari da competizione denominati 911 Carrera RSR. Utilizzando come base la RS, vennero montati nuovi freni ventilati a disco con quattro pistoncini e nuove sospensioni sportive irrigidite. I passaruota erano stati allargati per permettere il montaggio di pneumatici da competizione, più grandi rispetto a quelli di serie. Nella parte anteriore venne sistemato un nuovo radiatore dell'olio, mentre il propulsore impiegato era una versione 2.8 da 308 CV del motore della RS stradale. La sua gestione era affidata ad un cambio manuale a 5 rapporti. Questi modelli vennero affidati ai team Brumos e Penske per competere in alcune prove del Campionato Mondiale per vetture sport. La prima prova fu alla 24 Ore di Daytona, dove i piloti Peter Gregg e Hurley Haywood del team Brumos ottennero la vittoria. Altre pregevoli conquiste furono la Targa Florio e la 12 Ore di Sebring.
Nel 1974 venne prodotta in soli 109 esemplari la 911 Carrera RS 3.0 esclusivamente in versione coupé, nata come evoluzione della RS 2.7, dotata di parafanghi allargati sia anteriori che posteriori e del nuovo motore da 2.994 cm³ di cilindrata in grado di erogare 230 CV, con un peso di soli 980 kg in grado di scattare da 0–100 km/h in 5,5 secondi per una velocità massima di 239 km/h. Per utilizzo nelle competizioni circa 50 esemplari furono modificati in Carrera 3.0 RSR (acronimo di Renn Sport Racing).

### La gamma 1974 e la 911 Carrera 2.7

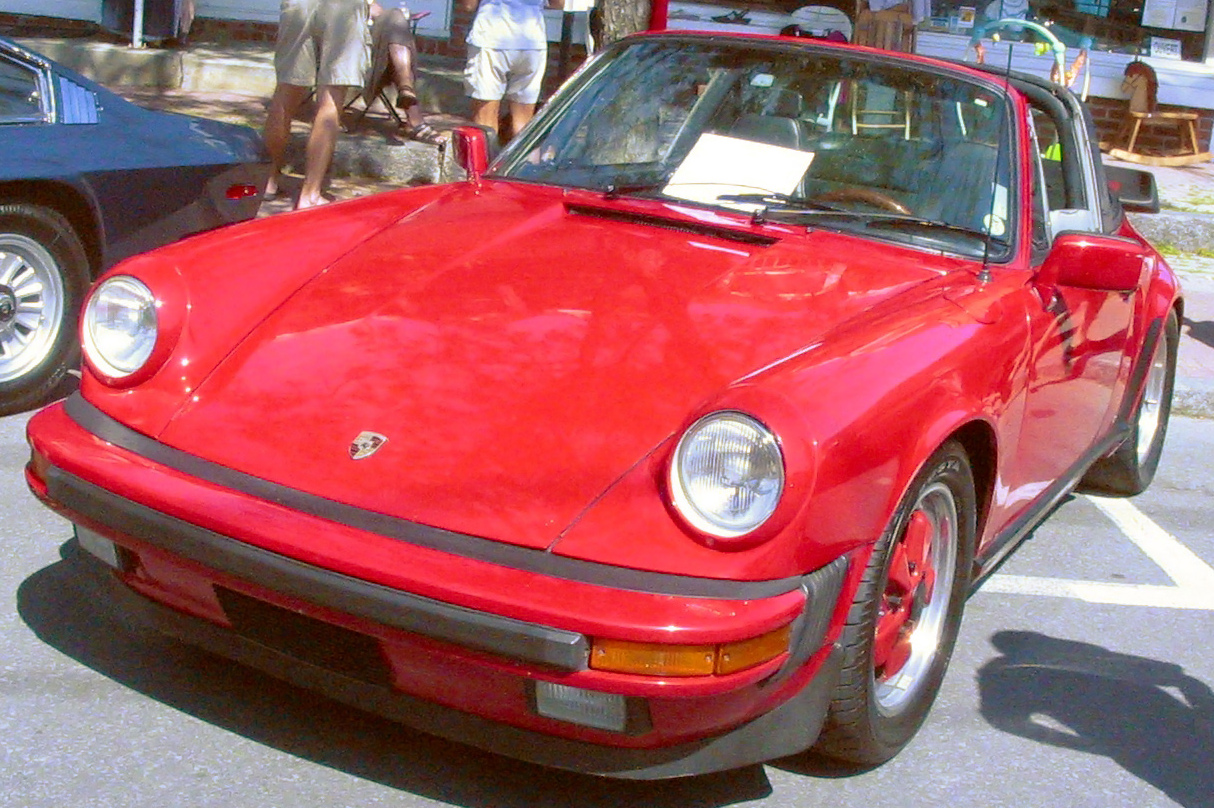
Una Porsche 911 Carrera del 1974 in versione Targa

Nel 1974 le nuove norme USA sulla sicurezza e sull'inquinamento costrinsero i tecnici Porsche a rivedere la 911.
Furono cambiati i paraurti, resi più grandi e ad assorbimento d'urto (i cosiddetti "impact bumpers"), con due pistoni idraulici al posto delle barre metalliche usate sul mercato europeo.
I gruppi ottici posteriori vennero uniti da una fascia trasparente rossa inglobante i catarifrangenti. Dal punto di vista tecnico, invece, la cilindrata venne portata per tutte le versioni a 2687 cm³. Tutte adottarono l'alimentazione a iniezione meccanica, ma l'adozione di dispositivi antinquinamento ridusse la potenza utile. Anche gli interni furono aggiornati per migliorare comfort e sicurezza.
La nuova gamma comprendeva la 911 standard (150 CV), la 911 S (177 CV) e la 911 Carrera (210 CV) tutte disponibili in due versioni di carrozzeria coupé e targa.
Quest'ultima versione per sottolinearne il carattere fortemente sportivo-corsaiolo si fregiava del termine "Carrera" in omaggio alla Carrera Panamericana, manteneva la carrozzeria delle altre 911, senza alleggerimenti e variazioni estetiche, mentre il motore era lo stesso della Carrera RS della serie precedente (pre-bumper), un motore entusiasmante che permette alla 911 Carrera 2.7 di scattare da 0–100 km/h in 6,1 secondi per una velocità massima di 239 km/h. La 911 Carrera 2.7 fu venduta solo sul mercato europeo ed in Sudafrica, ma non negli Stati Uniti, le doti di sportività, le prestazioni e la rarità della 911 Carrera fanno sì che oggi sia una vettura molto apprezzata e ricercata dai collezionisti.

### La 911 Turbo (serie 930)

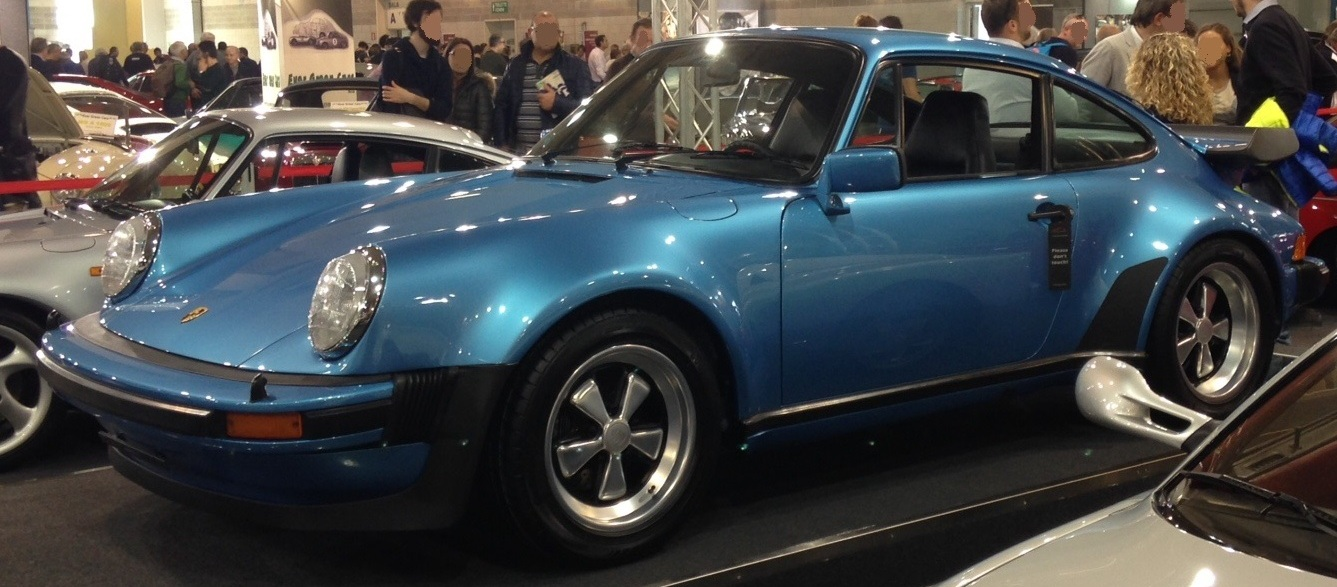
Porsche 911 Turbo 3.3

Nel 1975 venne introdotta la 911 Turbo o Turbo Carrera, dotata di motore di 2994 cm³ con basamento in alluminio e cilindri in Nikasil, iniezione meccanica e sovralimentato con turbocompressore. La potenza sviluppata era di 260 CV, che permetteva alla 911 Turbo 3.0 di scattare da 0–100 km/h in 6,5 secondi e raggiungere i 251 km/h di velocità massima. Da notare che nello scatto da 0-100, per il turbolag o ritardo di risposta del turbocompressore, le prestazioni erano inferiori alla versione Carrera con motore aspirato, mentre è impressionante l'allungo fino e oltre 200 km/h, dove nello 0–200 km/h impiega solamente 22,7 secondi in luogo dei 27 secondi della Carrera 3.0. La 911 Turbo aveva prestazioni impressionanti, infatti dopo il tempo di ritardo della risposta del turbocompressore, la potenza esplode in maniera quasi violenta, regalando al pilota grandi sensazioni. Una vettura potente e tecnica, con una guida al limite alla portata di guidatori esperti. Oggi le 911 Turbo sono vetture da alta collezione, e la prima serie certamente è tra le 911 più desiderate dai collezionisti.
La 911 Turbo 3.0 era disponibile solo in versione coupé, facilmente riconoscibile per la carrozzeria allargata, l'ampio alettone posteriore, i cerchi sportivi con pneumatici maggiorati sui posteriori, lo spoiler anteriore più pronunciato e la brunitura di tutte le modanature dei cristalli. Minime le modifiche all'interno.
Prodotta in soli 2.173 esemplari fino al 1977, rappresenta la prima vettura sportiva di serie dotata di turbocompressore.
Nel 1978 la 911 Turbo venne modificata, la cilindrata crebbe fino a 3.299 cm³, venne adottata l'iniezione elettronica e la potenza arrivò a 300 CV. Lo spoiler posteriore rialzato e di diversa sagoma per alloggiare l'intercooler è elemento maggiormente distintivo della Turbo 3.3.
La 911 Turbo 3.3 venne prodotta in versione coupé, targa e cabriolet in circa 19.000 esemplari fino al 1989.
Nonostante il maggior peso, 155 kg in più della 3.0 con i suoi 1.360 kg nella versione coupé, l'accelerazione da 0–100 km/h arriva in soli 5,2 secondi, i 200 km/h si raggiungono ora in 17,7 secondi e la velocità massima arriva a 258 km/h.
Nel 1987 per la prima volta venne proposta la 911 Turbo Cabriolet.

### La 911 Carrera 3.0

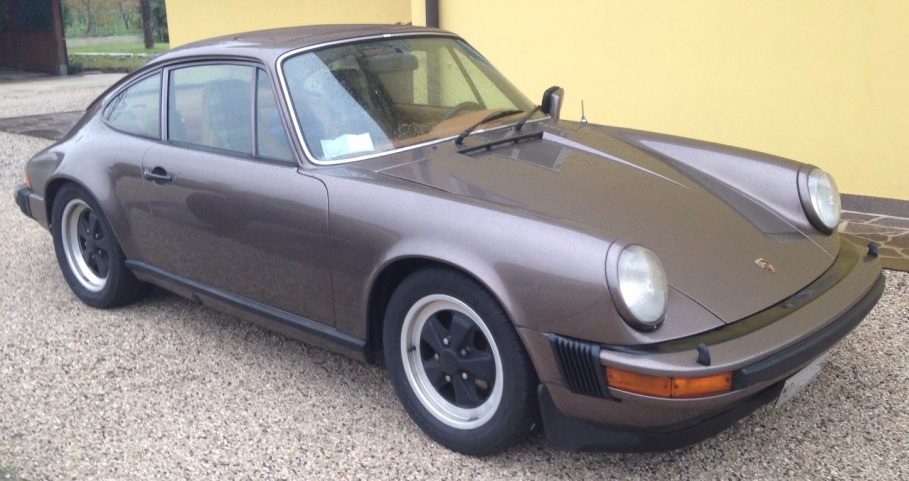
Porsche 911 Carrera 3.0

Nel 1976 venne rinnovata la 911 Carrera. Dotata di parafanghi posteriori larghi, la versione sportiva della 911 è dotata ora del nuovo motore 930 con cilindrata di 2994 cm³ derivato dalla Carrera RS 3.0 (lo stesso della versione di punta, ma senza il turbocompressore). La denominazione del nuovo modello divenne 911 Carrera 3.0. Nonostante le più stringenti normative relative all'inquinamento, e la tendenza alla riduzione dei consumi causata dalla crisi petrolifera, il nuovo motore 930/02 dotato dell'iniezione K-Jetronic era in grado di fornire alla Carrera 3.0 le stesse prestazioni della precedente versione 2.7, nonostante i minori consumi ed emissioni. Questo motore ha valvole di aspirazione e scarico di aumentato diametro e con una diversa fasatura più spinta, l'albero motore ereditato direttamente della versione da corsa 3.0 RS ed alcune migliorie che diedero all'unità una maggior prontezza ed elasticità d'uso. Il nuovo motore da 200 CV aveva basamento in alluminio e cilindri in Nikasil, ma senza il turbocompressore la risposta era immediata e le elevate prestazioni della Carrera 3.0 più fruibili anche a piloti meno esperti. Lo specialista Paul Frère, definì la 911 Carrera 3.0 la migliore 911 di sempre, ne possedette ed utilizzò frequentemente un esemplare per decenni, finché non gli venne rubata negli anni 90. La sostituì con una rinnovata 911 serie 993.

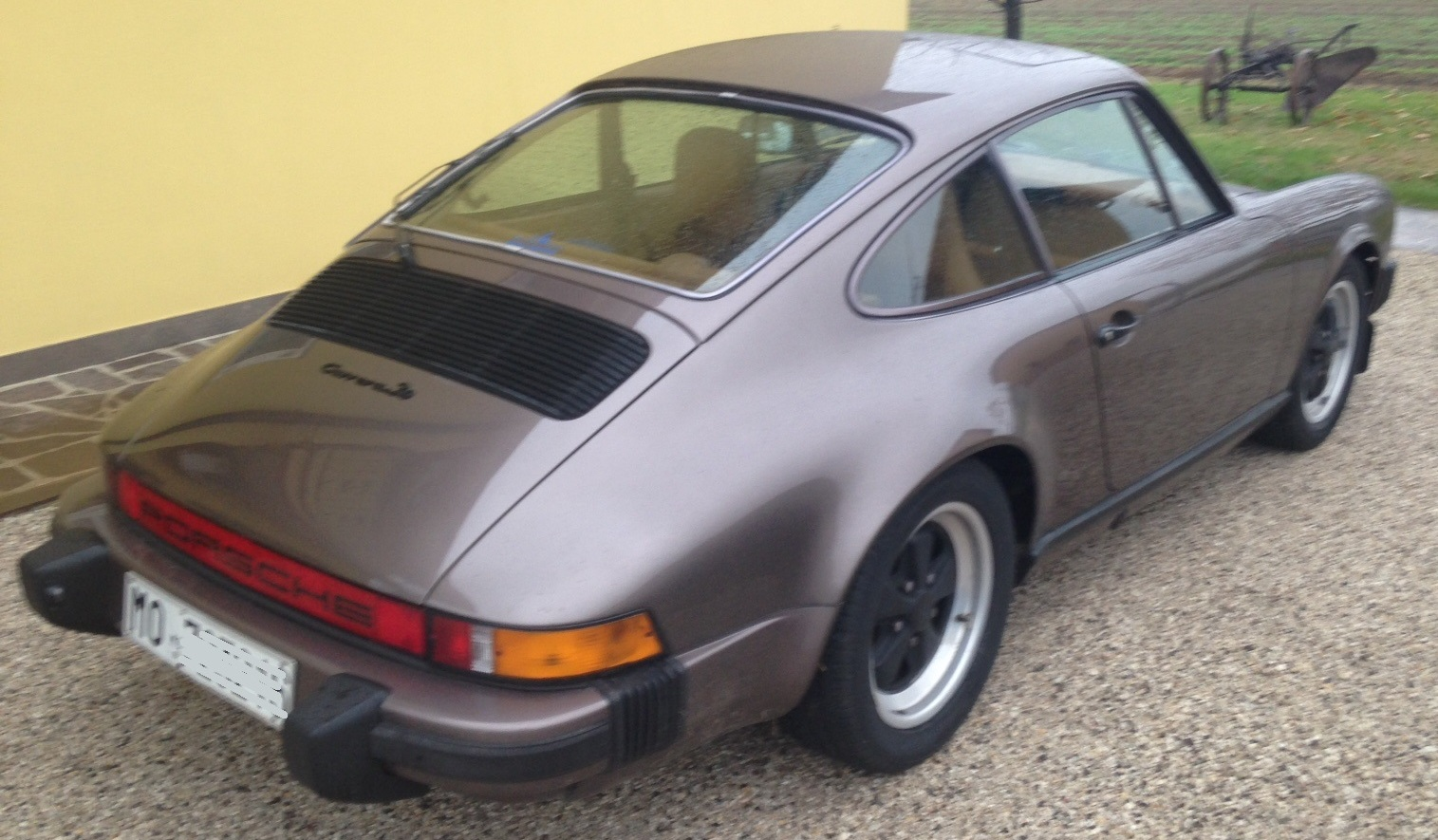
Porsche 911 Carrera 3.0

Le prestazioni della Carrera 3.0 erano paragonabili alla 2.7 grazie anche all'incremento della coppia disponibile già a regimi inferiori, nello specifico accelerazione 0–100 km/h in 6,1 secondi, 0–200 km/h in 27 secondi e 236 km/h di velocità massima.
La Carrera 3.0 venne prodotta in versione coupé e targa fino al 1977 in un ridotto numero di esemplari, abbinata al cambio manuale 915 a 4 o 5 rapporti (3.691 esemplari prodotti) o al cambio automatico a 3 rapporti Sportomatic (dotata di motore 930/12 e solamente 58 esemplari prodotti).
Nel 1978 una Porsche 911 Carrera 3.0 Gruppo 4 "privata" vinse il Rally di Monte Carlo con il pilota Jean-Pierre Nicolas, battendo le vetture dei Team ufficiali del calibro della Lancia Stratos HF di Sandro Munari. Raramente un pilota privato riesce a battere le vetture ufficiali, ciò è avvenuto solo 2 volte nella storia del Rally di Monte Carlo.
Questa versione fu prodotta esclusivamente per il mercato europeo, la grande fruibilità, le elevate prestazioni, il palmares sportivo e il ridotto numero di esemplari prodotti, fa sì che la Carrera 3.0 sia oggi una vettura da alta collezione, molto apprezzata e ricercata dai collezionisti di tutto il mondo.

### La 911 SC

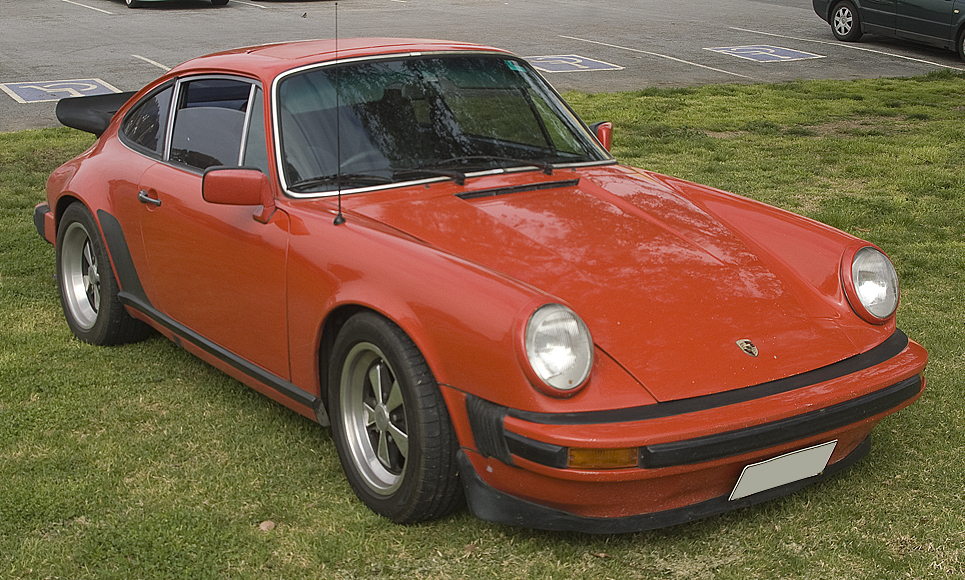
La Porsche 911 SC Coupé

Nel 1977 fu lanciata la 911 SC (SuperCarrera), che sostituiva tutte le altre versioni "non turbo" (standard, S e Carrera); aveva una cilindrata di 2994 cm³ e una potenza di 188 CV. Rappresenta la 911 d'ingresso, in una semplificata gamma a 2 soli modelli SC e Turbo. Le prestazioni della Porsche 911 SC 3.0 erano 0–100 km/h 6,3 secondi e 223 km/h di velocità massima.
Questa semplificazione della gamma avvenne anche per l'ingresso della 928 nel listino Porsche.
La SC, disponibile sia in versione coupé che Targa, venne lanciata in un momento in cui il management della Casa tedesca riteneva che la 911 fosse un modello superato, destinato ad essere gradualmente rimpiazzato dalla Porsche 928, lanciata proprio quell'anno e dotata di un nuovo motore V8 raffreddato ad acqua, montato anteriormente e meccanica transaxle.
La 928 ebbe un buon successo di mercato, soprattutto negli USA, ma non riuscì mai a sostituire nel cuore degli appassionati la 911, che rimase sempre il modello Porsche più popolare.
Nel 1981 la potenza delle SC venne incrementata a 204 CV, con prestazioni 0–100 km/h in 5,9 secondi e 240 km/h di velocità massima.
Nel 1983 le versioni coupé e targa vennero affiancate dalla 3.0 SC Cabriolet, la prima 911 con tetto in tela ad apertura totale.
Notevole fu il successo commerciale delle 911 SC 3.0 a livello globale, che con i suoi 57.972 esemplari prodotti, fece cambiare idea ai vertici Porsche in merito alla forza commerciale e al gradimento di cui gode la 911 sul mercato.

### La 911 Carrera 3.2

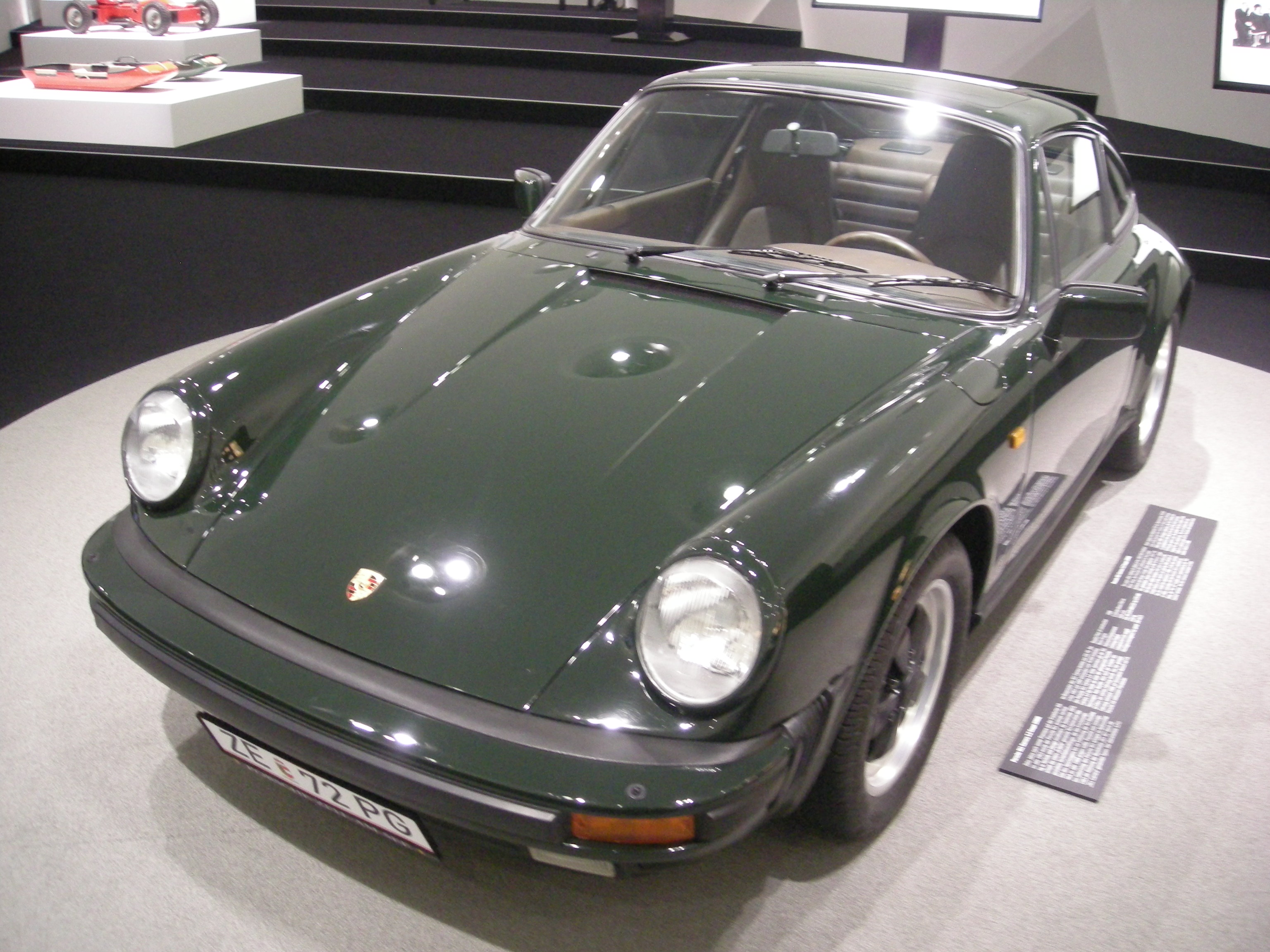
La Porsche 911 Carrera 3.2

Nel 1984 le 911 SC lasciarono il posto alle 911 Carrera 3.2, queste 911 pressoché invariate esteticamente (a parte i piccoli fendinebbia rettangolari, ora integrati nello spoiler anteriore, di serie e non più solo opzionali) e l'ala posteriore opzionale di diverso profilo. Questa nuova 911 riprende il nome "Carrera" e riserva importanti novità tecniche nella parte meccanica: cilindrata portata a 3164 cm³, alimentazione a iniezione elettronica anziché meccanica e potenza di 231 CV. La 911 Carrera 3.2 venne prodotta in versione coupé, targa e cabriolet in circa 85.000 esemplari fino al 1989. 

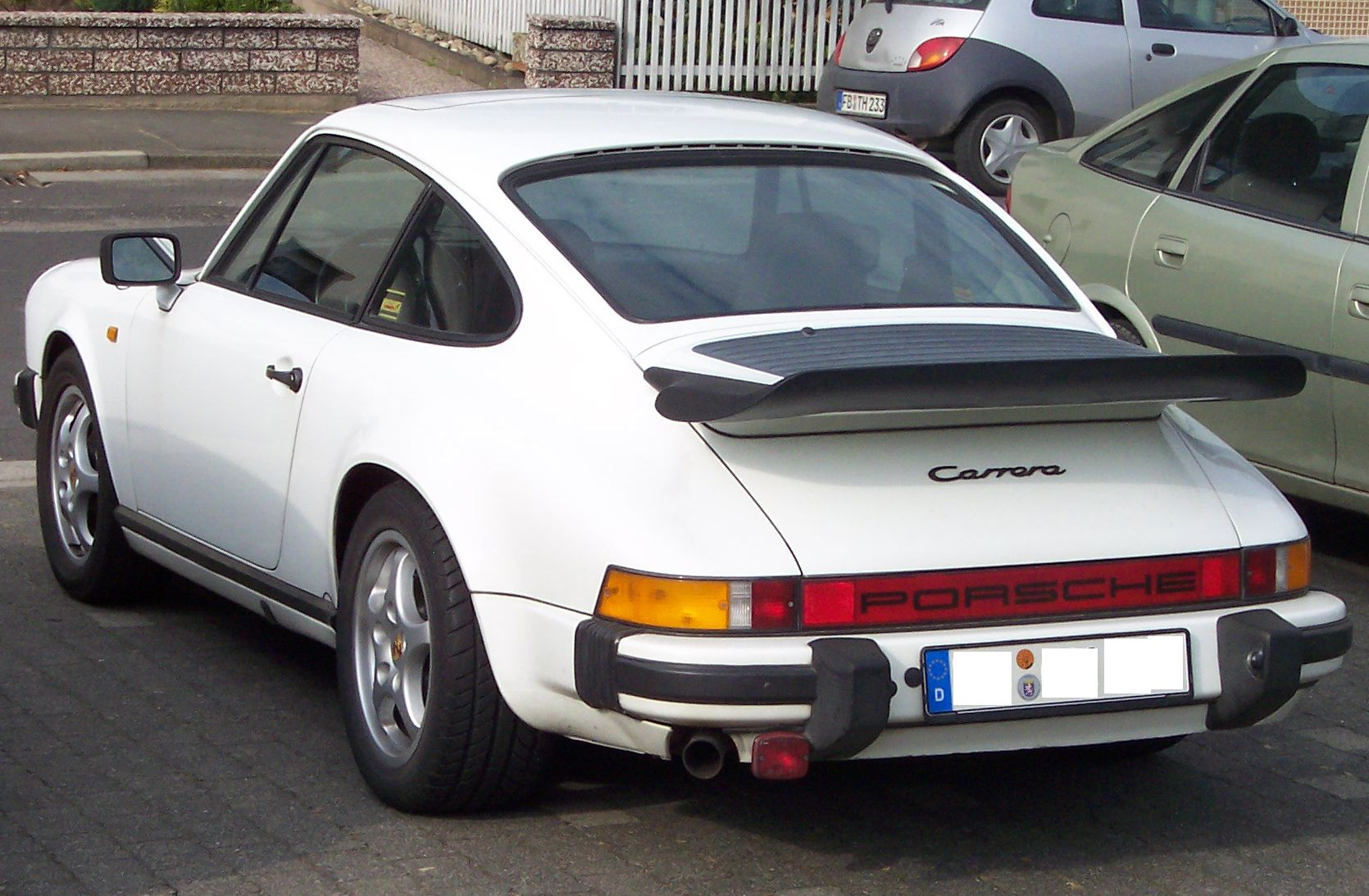
Porsche 911 Carrera 3.2

Nel 1987 venne proposta la nuova migliorata trasmissione G50 in sostituzione della trasmissione tipo 915 e la frizione idraulica. La fascia posteriore rossa ora comprende anche i retronebbia.

### Versioni commemorative 3.2
Sono state prodotte due versioni commemorative della 3.2, chiamate comunemente, ma erroneamente, entrambe Giubileo.
Una del 1988 in occasione della 250.000ª 911 prodotta aveva un colore specifico (Diamantblau met cod. 697), la firma Ferry Porsche ricamata sugli appoggiatesta ed i cerchi ruota forgiati Fuchs con i "petali" nello stesso colore della carrozzeria anziché neri. Venne prodotta in tutte le varianti di carrozzeria, con motore catalizzato e non.
Nell'anno seguente è stata realizzata una nuova versione commemorativa per i 25 anni di inizio di produzione della 911: in realtà erano 3 modelli con equipaggiamento molto completo e piuttosto rari, contraddistinti dai codici M097, M098 e M099. Rappresentavano una serie limitata di fine produzione del modello 3.2:
- M097 modello Anniversario 1989 25 anni 911 versione Germania
  - vernice blu profondo metallizzata, interni pelle totale colore grigio perla, tappetini in velluto effetto seta colore grigio perla, consolle centrale speciale, cerchi Fuchs in tinta, cruscotto in radica;
  - prodotta principalmente con carrozzeria coupé, ha avuto anche versioni Targa e Cabrio, molto rare;
- M098 modello Anniversario 1989 25 anni 911 versione USA
  - vernice argento metallizzata, interni in pelle totale colore grigio effetto seta, tappetini in velluto colore grigio, consolle centrale speciale, cerchi Fuchs in tinta;
- M099 modello Anniversario 1989 25 anni 911 versione Resto del mondo
  - vernice blu metallizzata, pelle totale colore blu, tappetini in velluto colore argento-blu, consolle centrale speciale, cerchi Fuchs in tinta.

Il Model Year 1989 rappresenta l'ultimo anno di produzione della 3.2 con la tipica carrozzeria Bumper e le "sospensioni a lame". Le vetture di quest'anno presentano tutta una serie di piccole evoluzioni tecniche e di dotazioni poi riprese dalla imminente 964.
Sempre nel 1989 venne realizzata una piccola serie di 911 Speedster. Si trattava di una cabriolet alleggerita con parabrezza più piccolo, calotta aerodinamica in plastica al posto dei sedili posteriori, carrozzeria slim o allargata "Turbo Look" e meccanica normale derivata dalla Carrera 3.2.